# Good Hope (Botsuana)
Good Hope  es una ciudad situada en el distrito Sur, Botsuana. El pueblo es la capital de los Barolong que es una de las ocho tribus en del país. Tiene una población de 6.362 habitantes, según el censo de 2011.